# Андреа Берг
Андреа Зеллен Берг (нар. 28 січня 1966, Крефельд, ФРН) — німецька співачка. Одна з найпопулярніших співачок Німеччини.

## Біографія
Андреа Зеллен народилася 28 січня 1966 року у Крефельді. У дитинстві Андреа брала участь у різноманітних аматорських творчих заходах. Також Берг працювала медсестрою у лікарні (відділення інтенсивної терапії та онкології). У 1992 році вийшов перший сольний альбом співачки «Du bist frei».
Найуспішніший альбом Андреа Берг — «Atlantis» (2013), який став дуже популярним у німецькомовних країнах.

## Дискографія
- Du bist frei (1992)
- Gefühle (1995)
- Träume lügen nicht (1997)
- Zwischen tausend Gefühlen (1998)
- Weil ich verliebt bin (1999)
- Wo liegt das Paradies (2001)
- Nah am Feuer (2002)
- Machtlos (2003)
- Du (2004)
- Splitternackt (2006)
- Dezember Nacht (2008)
- Zwischen Himmel & Erde (2009)
- Schwerelos (2010)
- Abenteuer (2011)
- Atlantis (2013)
- Seelenbeben (2016)